# Calbera
Calbera és un poble a la Baixa Ribagorça, província d'Osca, pertanyent al municipi de Beranui. En el mateix municipi hi trobem el monestir de Santa Maria d'Ovarra i els nuclis de les Ferreries, Castrocit i Morens, Vallabriga
Està situat a 1.207 m, el vessant de migdia de la serra de Pegà, prop de la ribera del riu Isàvena. El poble dorm sobre un turó que presideix el castell, del segle xi, que domina la valleta de Castrocit i la ribera de l'Isàvena, per on passava la calçada romana que portava a Benasc. Del castell només en resta un dels cossos de l'edifici i una torre rectangular, en els seus orígens protegia la part sud de l'assentament que es trobava a mig camí entre el castell de Ripacurza i els passos que portaven cap a Bonansa i Pont de Suert. L'església, dedicada a Sant Andreu, és d'estil romànic llombard amb el campanar romànic tardà, fou construïda en el segle xi i reformada al XII i al XVI, del qual datava el retaule destruït el 1936 durant la Guerra Civil. Hi ha diverses ermites: la de Sant Pau (segle XI-XII), la de Sant Valeri (segle xi) a l'altra banda del barranc de Castrocit i de Santa Maria, d'estil llombard; també les restes d'un monestir dels segles XII-XVI. A la Quadra de Calvera hi ha també una església semblant a la d'Ovarra amb una talla de la Verge. Prop del poble, la serra de la Croqueta, es trobà una làpida funerària romana del segle i aC.
Cap al 900 els comtes de la Ribagorça donaren Calbera, Castrocit i Morens al Monestir d'Ovarra.
La festa major se celebra el 15 d'agost.
En aquesta zona es parla el català en el seu dialecte ribagorçà.